# La antigua capital de Hoa Lư
La antigua capital de Hoa Lư (en idioma vietnamita: Cố đô Hoa Lư, en idioma chino: 古都華閭) es la primera capital del feudalismo en Vietnam y también el pueblo natal de Dinh Tien Hoang. Fue la antigua capital de dos dinastías: la dinastía Dinh y la dinastía Tien Le. Durante 42 años (968 - 1010) de ser la capital , Hoa Lu tenía relación con las marcas en la historia: la unificación del país, las campañas contra China y Champa y el proceso de trasladar la capital a Thang Long. En 1010, Ly Cong Uan decidió trasladar la capital de Dai Viet a Thang Long (hoy en día, es de Hanoi) y Hoa La fue la antigua capital. Aunque las siguientes dinastías no ubicaban en Hoa Lu, todivía reparaban y construían las nuevas construcciones como templos, pagodas, tumbas.
Hoy en día, Hoa Lu es uno de los sitios históricos más importantes de Vietnam. Es también uno de los destinos turísticos más populares del país. Hoa Lu está situado en la provincia de Ninh Binh, a unos 120 km al sur de Hanói, a 10 km del centro de la ciudad de Hoa Lư. Hay muchas arquitecturas históricas aquí. Hay muchos templos, pagodas aquí. La pagoda más grande de Vietnam, la pagoda de Bai Dinh está situado en Hoa Lu. Hay también algunas grutas y cuevas en los alrededores.

## La arquitectura y urbanismo de Hoa Lu
Hoa Lu se caracteriza por su estructura defensiva única, compuesta por dos ciudadelas concéntricas que forman una disposición estratégica. Estas murallas de tierra, junto con las puertas monumentales, fueron elementos clave en la protección de la ciudad. Las murallas, robustas y bien construidas, no solo servían como barreras físicas, sino que también reflejaban el poderío militar de la época.
Entre los edificios más destacados de Hoa Lư se encuentran los templos dedicados a los emperadores Đinh Tiên Hoàng y Lê Đại Hành. Ambos templos son ejemplos notables de la arquitectura vietnamita, destacándose por su estilo elegante y sus intrincados detalles artísticos. El templo de Đinh Tiên Hoàng, situado en un entorno natural impresionante, está decorado con columnas de madera talladas y tejados curvados, mientras que el templo de Lê Đại Hành, aunque de diseño más sencillo, exhibe un equilibrio perfecto entre la austeridad y la belleza, reflejando la reverencia hacia los antiguos monarcas. Ambos templos son testimonio de la grandeza y el legado de los emperadores que jugaron un papel fundamental en la historia de la nación.

## El festival anual de Hoa Lu
El Festival Anual de Hoa Lư se celebra cada año en el tercer mes del calendario lunar, conmemorando la muerte del emperador Đinh Tiên Hoàng. Durante el festival se realizan procesiones, representaciones teatrales y competencias tradicionales que destacan la cultura local. Es un evento importante tanto para la comunidad como para los turistas que visitan la región.

## Los aspectos turísticos y naturales
En la provincia de Ninh Bình, además de Hoa Lư, se pueden visitar varias atracciones destacadas, como las impresionantes cuevas de Tam Cốc, la majestuosa pagoda de Bái Đính y el complejo paisajístico de Tràng An, reconocido por su belleza natural y sus formaciones kársticas.
Entre las actividades recomendadas para los visitantes están los paseos en bote por los ríos locales, que ofrecen vistas espectaculares de los paisajes, caminatas a través de los característicos paisajes kársticos de la región, y visitas a aldeas tradicionales para conocer la vida rural vietnamita.